# Diego Arias Quero
Diego Rafael Nicolás Arias Quero (Angol, Chile, 8 de diciembre de 1999) es un futbolista profesional chileno que se desempeña como delantero y actualmente milita en Santiago Morning de la Primera B Chilena.

## Clubes
| Club                        | País  | Año       |
| --------------------------- | ----- | --------- |
| Deportes Temuco             | Chile | 2018-2021 |
| Deportes Santa Cruz         | Chile | 2022      |
| Deportes La Serena          | Chile | 2023      |
| Santiago Wanderers          | Chile | 2024-     |
| → Santiago Morning (cedido) | Chile | 2025-Act. |